# Mariánská úcta

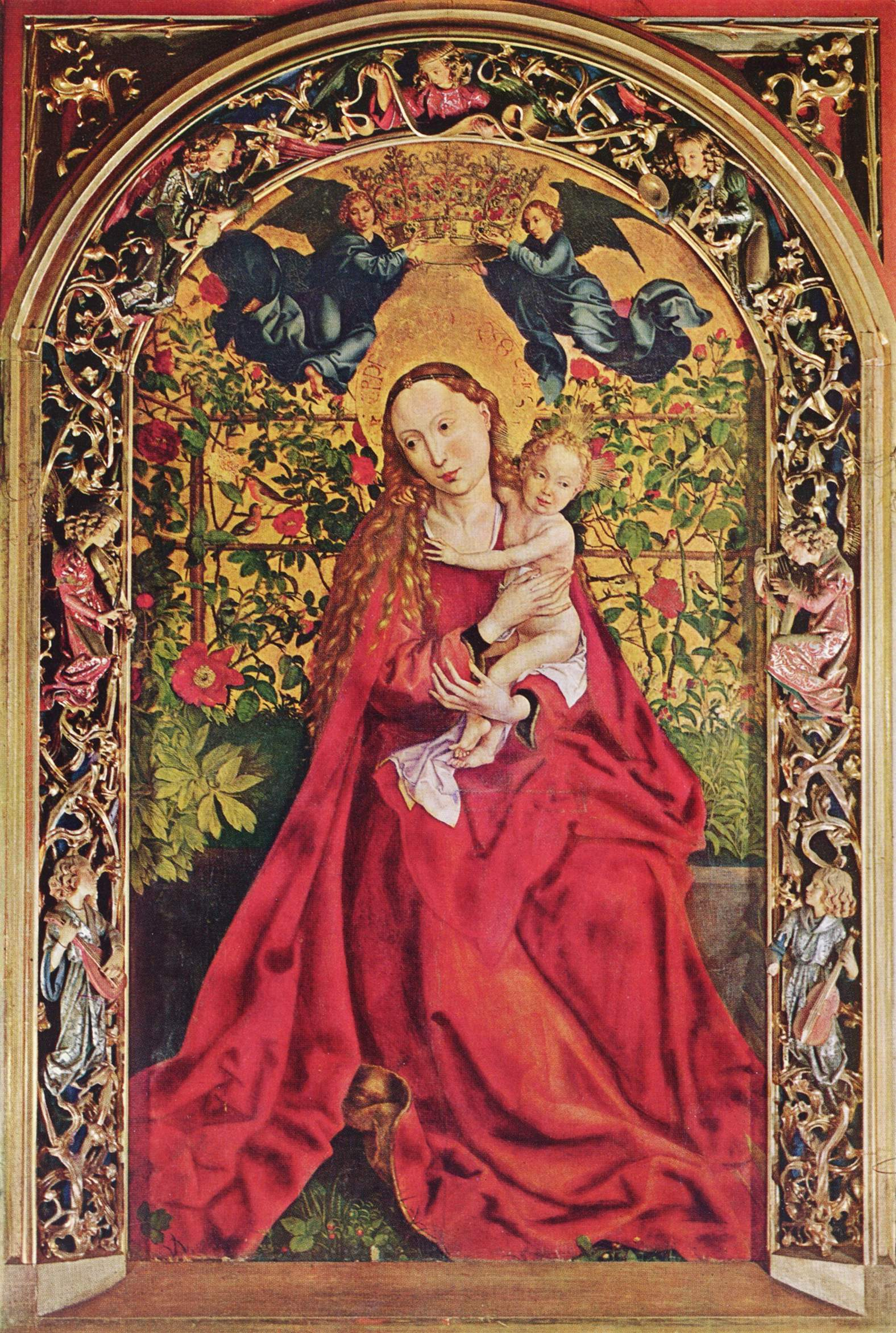
Martin Schongauer, Maria v růžovém keři (1473)

Mariánská úcta neboli mariánský kult je náboženská úcta k Panně Marii, matce Ježíšově. V různých konfesích křesťanství se velmi liší. Katolická církev neprokazuje Panně Marii tutéž úctu, kterou prokazuje Bohu. Bohu (Nejsvětější Trojici) se klaní (cultus latriae), Panně Marii pouze prokazuje úctu příslušnou svatým (cultus duliae), byť ve srovnání s ostatními svatými nebo i anděly ve vyšším stupni (cultus hyperduliae) a stejně jako v Pravoslaví je titulována epitety. Ježíšova lidská matka získala v křesťanství pozici ústředního ženského subjektu. Např. francouzská literátka Marie de Gournay konstatovala, že skutečnost, že se Bůh stal člověkem právě jako muž, byla „kompenzována“ tím, že se narodil ze ženy, čímž se zase dostalo úcty ženskému pohlaví; C. G. Jung vyzdvihoval víru v Mariino nanebevzetí, jímž se podle něj i ženskému tělu dostalo „metafyzické reprezentace“ tak jako mužskému při Kristově nanebevstoupení.

## Historie mariánské úcty
Uctívání Panny Marie je doloženo už v prvopočátcích církve. První doložená zmínka o panenství Marie je z přelomu 1. a 2. století od sv. Ignáce z Antiochie. Spisy sv. Ireneje z Lyonu z 2. století dokládají učení o panenství a životě bez osobního hříchu. První zmínka o Mariině početí bez dědičného hříchu je doložena už ve 2. století od sv. Justina, který taktéž svědčil o životě bez osobního hříchu. Nejstarší dochovaný spis o nanebevzetí Panny Marie je etiopský Liber Requiei Mariae ze 4. století. V roce 431 bylo na koncilu v Efesu vyhlášeno dogma o Mariině božím mateřství proti Nestoriově bludu. Koncil v Chalkedonu se v roce 451 vymezil proti Eutychovu bludu, ale také připomněl početí z Ducha svatého a neporušené panenství. To v roce 649 definovala synoda v Lateránu. Navazovala na učení sv. Jeronýma, který bránil učení o panenství proti Helvidiovi. Ve východní církvi bylo neposkvrněné početí slaveno už v 7. století. V západní církvi bylo slaveno až od 9. století, kdy opat Paschasius Radbertus zavedl ve svém klášteře Corbie svátek neposkvrněného početí. Svátek nanebevzetí Panny Marie byl v Byzanci zaveden v 7. století zásluhou sv. Řehoře z Toursu a papež sv. Sergiem I. tuto slavnost přejal a zavedl ji v Římě. 

### Rozmach mariánské úcty v 17. století
V reakci na zdrženlivý postoj k mariánskému kultu u reformačních teologů 16. století došlo v katolické církvi raného novověku k velkému rozmachu mariánské úcty. Někteří doboví autoři přitom předčili závazná ustanovení tridentského koncilu a nezbytnost mariánské úcty přímo zdůrazňovali. Mariánské úcta se v dané době stala jedním z ústředních znaků katolické církve. Velké množství vyhraněně katolických projevů se zaměřovalo právě na ty projevy mariánské úcty, které byly protestantskými konfesemi odmítané a kritizované.
Mariánská zbožnost však není jen výlučnou záležitostí katolické církve. Reformátoři vytvořili předpoklad pro pravou chválu Panny Marie tím, že hájili starokřesťanské učení o Marii. „Marie nemůže být dostatečně velebena.“ — Martin Luther   Ke vznikajícím dogmatům v novověku však nemohli reformátoři mnoho mluvit, protože si zakládali na principu sola scriptura. Proto zde nebyl prostor pro uznání žádného rodícího se dogmatu. Na katolické straně probíhaly silné diskuse o zrajících dogmatech.
Úcta k Panně Marii měla v českých zemích velký rozmach spojený s rekatolizací českých zemí v 17. a 18. století. Jedním z významných projevů rekatolizace i mariánské úcty je pak veliké množství zázraků, jejichž vykonání bylo připisováno právě mariánským soškám, obrazům, skulpturám či jiným předmětům. Okolo těchto předmětů následně vznikaly poustevny, svatyně, poutní místa i celé sakrální komplexy. Ty společně formovaly duchovní rozměr a určují ráz české krajiny. Tato místa se následně stala cílem cest a poutí.

## V katolictví
Neposkvrněné početí teologicky zdůvodnil ve 13. století františkán bl. Jan Duns Scotus. Mariin život bez osobního hříchu nepopíral ani sv. Bernard nebo sv. Tomáš Akvinský a toto učení pak ustanovil jako dogma Tridentský koncil. Neposkvrněné početí Panny Marie bylo vyhlášeno jako dogma až v roce 1854 papežem bl. Piem IX. bulou Ineffabilis Deus. Tomu předcházela dvě mariánská zjevení. První zjevení v Paříži sv. Kateřině Labouré nastalo v roce 1830 a druhé zjevení v La Salettě Maximovi Giraudovi a Mélanii Calvatové v roce 1846. Po čtyřech letech od vyhlášení se roku 1858 zjevila v Lourdech sv. Bernadettě Soubirousové. V roce 1843 vyšlo dílo dominikána sv. Ludvíka z Montfortu O pravé úctě k Panně Marii, kde například rozlišil pravou a falešnou mariánskou úctu a jejich projevy. Vlivem modernismu na přelomu 19. a 20. století popírali mnozí teologové nanebevzetí Panny Marie. Na to v roce 1950 reagoval papež Pius XII. vyhlášením dogmatu o nanebevzetí Panny Marie ex cathedra bulou Munificentissimus Deus.
Katolická církev tedy vyznává celkem čtyři mariánská dogmata: 
- o Mariině panenství,
- o Marii jako Bohorodičce,
- o Mariině neposkvrněném početí,
- o Mariině nanebevzetí.

Panně Marii se kromě toho prokazuje úcta jako prostřednici všech milostí (Mediatrix omnium gratiarum), někdy též jako „spoluvykupitelce“ (Coredemptrix); tyto články však nejsou dogmaticky definovány.

### Mariánská úcta v klášteře sv. Jiří ve 14. století
Ženský benediktinský klášter svatého Jiří na Pražském hradě byla nejstarší řeholní instituce v Čechách. Fungoval i přes přechodné krize po osm století. Ze středověkého mešního repertoáru se nedochoval jeho hlavní korpus. Mezi dochovanými rukopisy je celkem deset zápisů mešních chorálních částí, z toho v pěti jsou zapsány kompletní mše k Panně Marii. Jde o procesionály pocházející z 1. třetiny 14. století, z doby působení abatyše Kunhuty Přemyslovny.
Představa o zastoupení mariánských svátků během liturgického roku pramení z kalendářů dochovaných ve svatojiřských rukopisech. V kalendáři kláštera ze 14. století se vyskytují mariánské svátky Početí, Narození, Zvěstování, Očišťování a Nanebevzetí. Pro tento okruh všeobecně zavedených svátků byl nepochybně zapsán příslušný základní repertoár v chorálních mešních liturgických knihách, které se ovšem nedochovaly.
Svátek Panny Marie Sněžné se začíná ve svatojiřských kalendářích objevovat teprve před polovinou 14. století. Posledním významným obohacením svatojiřských kalendářů o mariánský svátek bylo v samém závěru století Navštívení Panny Marie, svátek z iniciativy Jana z Jenštejna zavedený pro Čechy roku 1386 a pro celou církev roku 1389. Zmínka o svátku Allatio capillorum se v hlavním textu kalendářů objevil až od konce 50. let 14. století.

### Mariánské motivy v českých vánočních písních
Od 12. století jsou v evropském prostředí zjevné stále zřetelnější tendence při slavení Vánoc soustředit pozornost také na Matku novorozeného Božího syna. Velký důraz na Boží vtělení, a tedy i na postavu Panny Marie, kladla devotio moderna, s níž souvisí např. česká tradice adventních mariánských mší a doprovodných písní – rorátů.
K tomuto pojetí se hlásí i latinské cantio Quid admiramini, quid opinamini. Jeho nejstarší záznam je doložen ve spisu Summa recreatorum, vzniklém nejpozději před poslední čtvrtinou 14. století, a to snad v českém prostředí, neboť všechny jeho dochované rukopisy jsou bohemikálního původu. V českém prostředí raného novověku, a to hlavně v 16. století, byla tato píseň oblíbena. Z dané doby se dochovala v několika bohemikáliích, převážně v rukopisných kancionálech. Poslední záznam je znám z Kancionálu Jana Rozenpluta z roku 1601. Tematicky je tato píseň rétoricky vypjatým a lyricky působivým rozjímáním o tajemství mateřství Panny, jež způsobil ten, který stvořil svět z ničeho.
Výrazné mariánské pojetí cantia Quid admiramini, quid opinamini se později stalo důvodem pro radikální zásahy do textu. V tištěném exempláři, který nyní uchovává Univerzitní knihovna ve Vratislavi, byly do textu učiněny tak výrazné zásahy, že vznikl de facto nový text s inciptiem Quad contrastimini. Básnické metafory, které byly vztaženy na Matku Boží, byly explicitně vztaženy ke Kristu. Takto vzniklá skladba obsahuje také výslovné přihlášení se k Lutherově nauce o ospravedlnění z víry. Ještě výraznější osamostatnění této české písně od své latinské předlohy představuje variant Předivná moc boží nám se ukázala. Tato textová verze vznikla zřejmě v bratrském prostředí a je doložena až do začátku 17. století zejména kancionály bratrské procenience.
Další český vánoční text s podobným incipitem se dochoval z poloviny 17. století. Jde o píseň Co tu stojíte, co se divíte, jež je poprvé zaznamenána v katolickém kancionálu českých adventních a vánočních písní vydaném jezuitskou klementinskou tiskárnou v roce 1658. Tato píseň má sice jiný nápěv, a tedy i jiné strofické schéma, přesto je nápadný téměř totožný incipit a podobnost motivů s cantiem Quid admiramini, quid opinamini.

## V pravoslaví

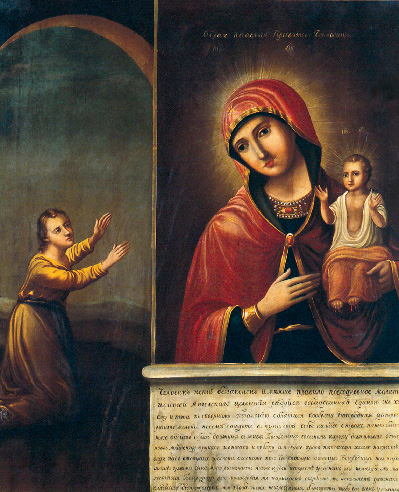
Ikona Bohorodice, Matky nečekané radosti

V pravoslaví je mariánská úcta obdobná jako v katolictví. Důraz je kladen na titul Bohorodice (řecky Theotokos).

## Mariánská zjevení
Uctívání Marie získává nové podněty prostřednictvím tzv. mariánských zjevení na různých místech. Katolická církev jich uznává celkem 15. Jejich obsah však není podle katechismu součástí pokladu víry. Tradice zjevení však sahá hluboko do historie. Například mariánská katedrála del Pilar ve španělské Zaragoze se dovolává vidění, které obdržel apoštol Jakub v roce 40. Nejznámějším z nich jsou Lurdy, kde Marii viděla roku 1858 dívka Bernadette. Ještě významnější je pozdější Fatima, kde byla Maria v roce 1917 viděna třemi dětmi.